# San Miguel Figueroa
San Miguel Figueroa är en ort i Mexiko.   Den ligger i kommunen San Pedro Pochutla och delstaten Oaxaca, i den sydöstra delen av landet, 500 km sydost om huvudstaden Mexico City. San Miguel Figueroa ligger 205 meter över havet och antalet invånare är 1 137.
Terrängen runt San Miguel Figueroa är platt söderut, men norrut är den kuperad. Terrängen runt San Miguel Figueroa sluttar söderut. Runt San Miguel Figueroa är det ganska tätbefolkat, med 86 invånare per kvadratkilometer. Närmaste större samhälle är San Pedro Pochutla, 8,0 km sydväst om San Miguel Figueroa. I omgivningarna runt San Miguel Figueroa växer huvudsakligen savannskog.